# Wacyf Boutros-Ghali
Pour les articles homonymes, voir Boutros et Ghali.
Wacyf Boutros-Ghali (en arabe : واصف بطرس غالي), né en 1878 au Caire et mort en 1958, est un écrivain, diplomate et homme d'État égyptien.
Il a été ministre des Affaires étrangères d'Égypte (en) en 1924, puis en 1928, puis en 1930 et une quatrième fois entre 1936 et 1937. Il a reçu la grand croix de la Légion d'honneur en 1939.

## Biographie
Ghali est un fils du premier ministre égyptien Boutros Ghali. Issu d'une famille chrétienne orthodoxe copte, il faisait partie de l'élite francophone cosmopolite d'Égypte. Du milieu du XIXe siècle au milieu du XXe, l'Égypte et la France entretinrent des liens culturels particulièrement étroits, avec notamment des écoles, des périodiques, des revues littéraires, des associations, des journaux, des émissions de radio, des conférences et du théâtre français comme partie intégrante de la vie culturelle au Caire et à Alexandrie. À l'instar de nombreux autres membres de son entourage, Ghali fut éduqué dans cet environnement francophone et y participa. Dès 1852, 36 périodiques et quatre quotidiens français existaient au Caire, tandis qu'Alexandrie comptait quatre quotidiens et 26 revues. Ghali fut l'un des hommes d'État respectés appartenant au cercle des intellectuels francophiles en Égypte. En dépit de ses liens avec le parti nationaliste égyptien, le Wafd (il servit en tant que ministre des Affaires étrangères dans quatre cabinets du Wafd), Ghali fut un véritable produit de la culture française. 
Il vécut en France pendant de longues périodes, épousa une Française et fit publier ce livre à Paris. Ses écrits critiques furent fortement influencés par l'érudition orientaliste et la principale critique littéraire française de son époque. Pour Ghali, la chevalerie représentait la manifestation du meilleur de la civilisation française. Il appelle cela « le germe divin de la noblesse morale profondément implanté dans nos cœurs », partagé sous diverses formes dans d'autres nations et cultures, y compris le monde arabe.

## Décorations
- Grand-cordon de l'ordre du Nil (Égypte)
- Grand-croix de la Légion d'honneur (France)
- Grand commandeur de l’ordre du Rédempteur (Royaume de Grèce)

## Œuvres
- Le jardin des fleurs, essais sur la poésie arabe, et morceaux choisis, XXIII-263 p., Paris, "Mercure de France" , 1913, Préfacier Jules Lemaître
- Les perles éparpillées, contes et légendes arabes, In-16, 227 p., couv. ill. en coul., Envoi autographe de l'auteur à Maurice Barrès, daté de 1919, Paris, Plon-Nourrit et Cie
- Pour le peuple égyptien, 32 p., Paris, Ligue des droits de l'homme et du citoyen , 1920, François-Alphonse Aulard (1849-1928), Wacyf Boutros-Ghali (1878-1958), Victor Margueritte (1866-1942), Gabriel Séailles (1852-1923)
- Taqālīd al-furūsiyyaẗ ʿinda al-ʿArab, 1 vol. (15-296 p.), Al-Qāhiraẗ : Dār al-Maʿārif bi-Miṣr , 1960. - Al-Qāhiraẗ : Dār al-Maʿārif bi-Miṣr , دار المعارف بمصر , 1960, , Préfacier Ṭahâ Husayn (1889-1973), Traducteur Anouar Louca (1927-2003)
- Textes choisis, 205 p., Contient des poèmes, des lettres et un mystère chrétien : "Théodora d'Alexandrie", par Wacyf Ghali, Le Caire, Impr. de l'Institut français d'archéologie orientale, 1960.
- La tradition chevaleresque des Arabes, 301 p.,  Paris, Plon-Nourrit et Cie , 1919 - Notes bibliogr., Casablanca, M.Y.B. Retnani , 1996, Préfacier Buṭrus Buṭrus Ġālī[2]